# Андреева, Екатерина Юрьевна
Екатери́на Ю́рьевна Андре́ева (род. 24 января 1961, Ленинград) — российский искусствовед, куратор, арт-критик. Специалист по русскому и зарубежному искусству XX—XXI веков. Ведущий научный сотрудник отдела новейших течений Государственного Русского музея.

## Биография
Выпускница кафедры истории искусства ЛГУ.
С 1981 года работает в Государственном Русском музее.
В 1993—1995 годах — директор Центра современного искусства Дж. Сороса в Санкт-Петербурге.
В 2000-е годы — корреспондент журналов «Новый мир искусства», «Художественный журнал», «Артхроника» и других.
Член Новой академии изящных искусств (НАИИ), основанной Тимуром Новиковым.
Куратор ряда выставок современного искусства в галереях и выставочных залах Санкт-Петербурга.
Кандидат искусствоведения, доктор философских наук.
Лауреат премии Андрея Белого.